# РЛС контрбатарейной борьбы

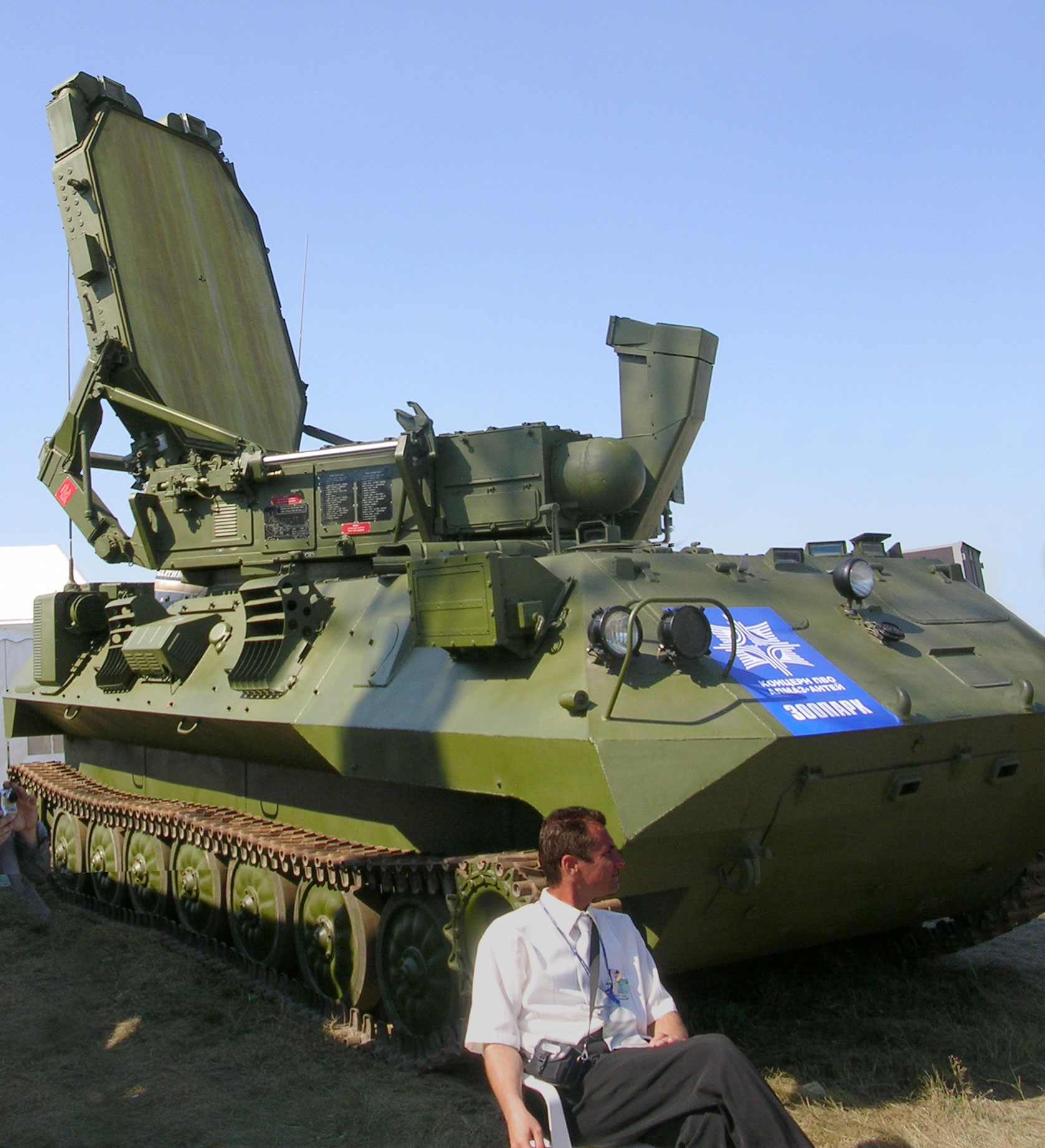
Российская контрбатарейная РЛС «Зоопарк»

РЛС контрбатарейной борьбы (контрбатарейный радар, радарная система артиллерийской наводки) — мобильная РЛС, позволяющая по траекториям снарядов, ракет или артиллерийских мин определять местонахождение батареи противника и выдавать в реальном времени целеуказание как средствам поражения низколетящих целей, так и средствам контрбатарейной борьбы. 
Придаются артиллерийским батареям и реактивным системам залпового огня в качестве средства управления огнём.

## Принцип действия
Обнаружение батареи противника выполняется на основе регистрации части траектории снаряда. Современные системы решают эту задачу автоматически. Простейший случай траектории — парабола, характерная для полета артиллерийских мин. Траектории артиллерийских снарядов и ракет параболе не соответствуют и поэтому требуют более сложных вычислений.
Кроме расчёта траектории, необходимо решить задачу обнаружения. Дальность обнаружения, при прочих равных условиях, зависит от эффективной площади рассеивания (ЭПР) объекта. Типичные значения диаметра ЭПР:
- артиллерийская мина: 0,01 {\displaystyle {\text{м}}^{2}}
- пушечный/гаубичный артиллерийский снаряд: 0,001 {\displaystyle {\text{м}}^{2}}
- лёгкая ракета (калибр 122 мм): 0,009 {\displaystyle {\text{м}}^{2}}
- тяжёлая ракета (калибр 227 мм): 0,018 {\displaystyle {\text{м}}^{2}}

Для обнаружения подобных целей, как правило, используется сантиметровое излучение X-диапазона. Новейшие системы используют также диапазоны С, S и Ku.

## ТТХ

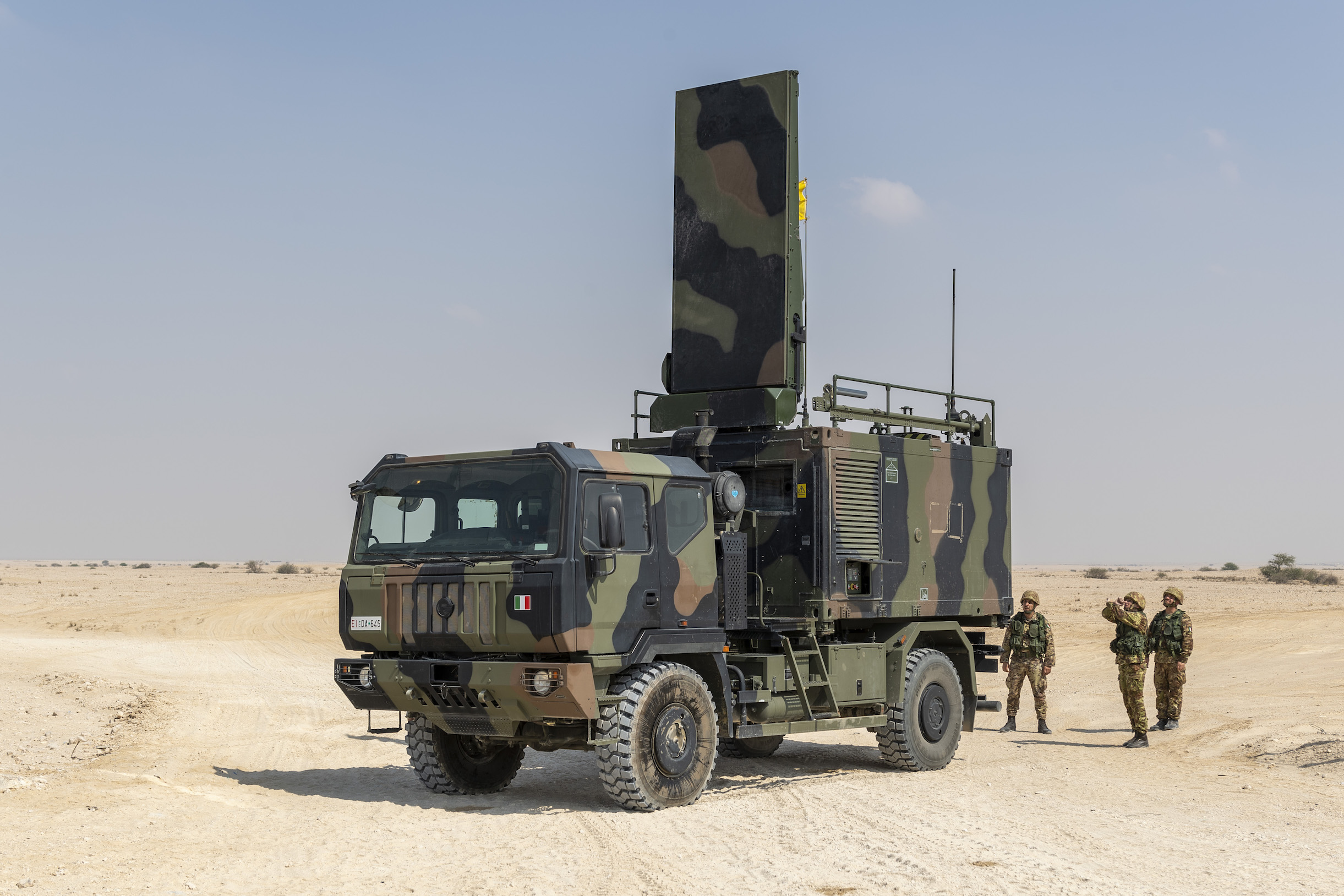
Радар ARTHUR 132-й бронетанковой бригады «Ариете» в Калейле в ходе учений «Наср 2021» в Катаре. Октябрь 2021.

Лучшие современные системы способны обнаруживать снаряды гаубиц на дистанциях около 30 км, ракеты и артиллерийские мины — более 50 км. На больших дистанциях точность определения местоположения батарей снижается. Круговое вероятное отклонение (КВО) обнаружения для современных систем составляет около 0,3 — 0,4 % дальности. То есть, для дальности в 30 км, КВО составляет около 100 м.

## Перспективы
Использование контрбатарейных РЛС является  устаревшим подходом, поскольку всё большее распространение получают многофункциональные РЛС, обеспечивающие целеуказание средствам ПВО и артиллерии по наземным объектам в рамках C-RAM миссий. Например, такими многофункциональными РЛС являются AN/TPQ-53, Giraffe-4 и др.

## Примеры систем
- Зоопарк —  Россия
- Аистёнок — Россия (переносная)
- Соболятник — малогабаритная радиолокационная станция разведки, Россия
- ARTHUR[англ.] — Норвегия-Швеция / MAMBA[англ.] — Великобритания
- ASELSAN STR[англ.] — Турция
- AN/TPQ-36 — США
- AN/TPQ-48 — США
- AN/TPQ-53 — США
- COBRA — Германия
- Green Archer[англ.] — Великобритания
- Цева адом — Израиль
- Железный купол — Израиль

## Фотогалерея

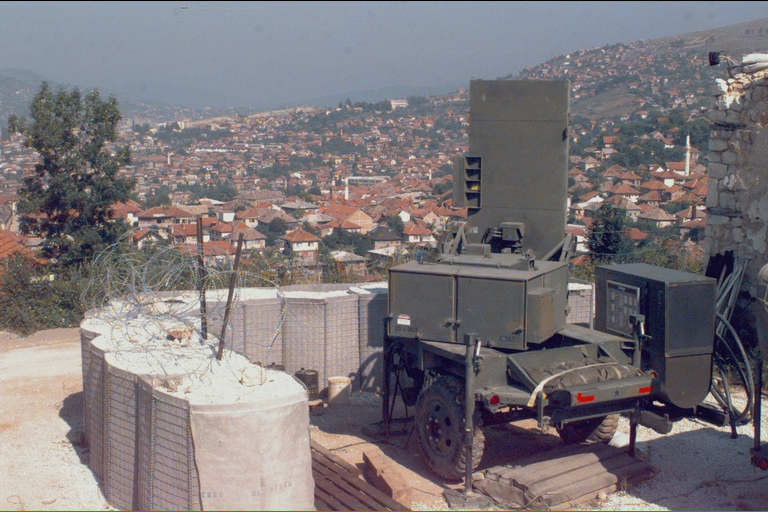
AN/TPQ-36 (США)
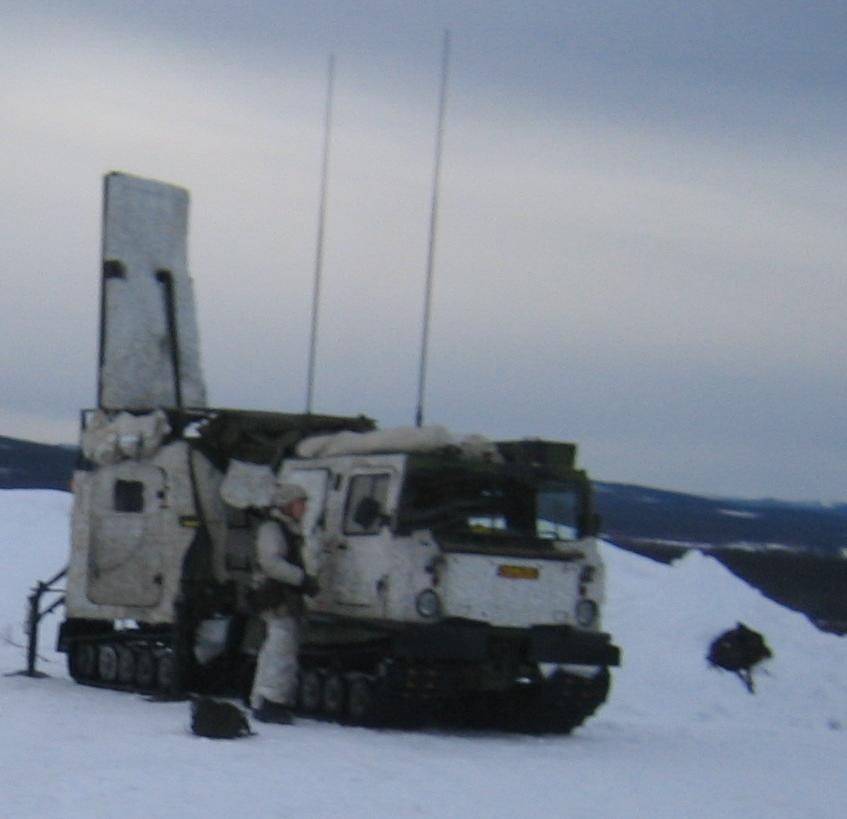
ARTHUR в зимней маскировке
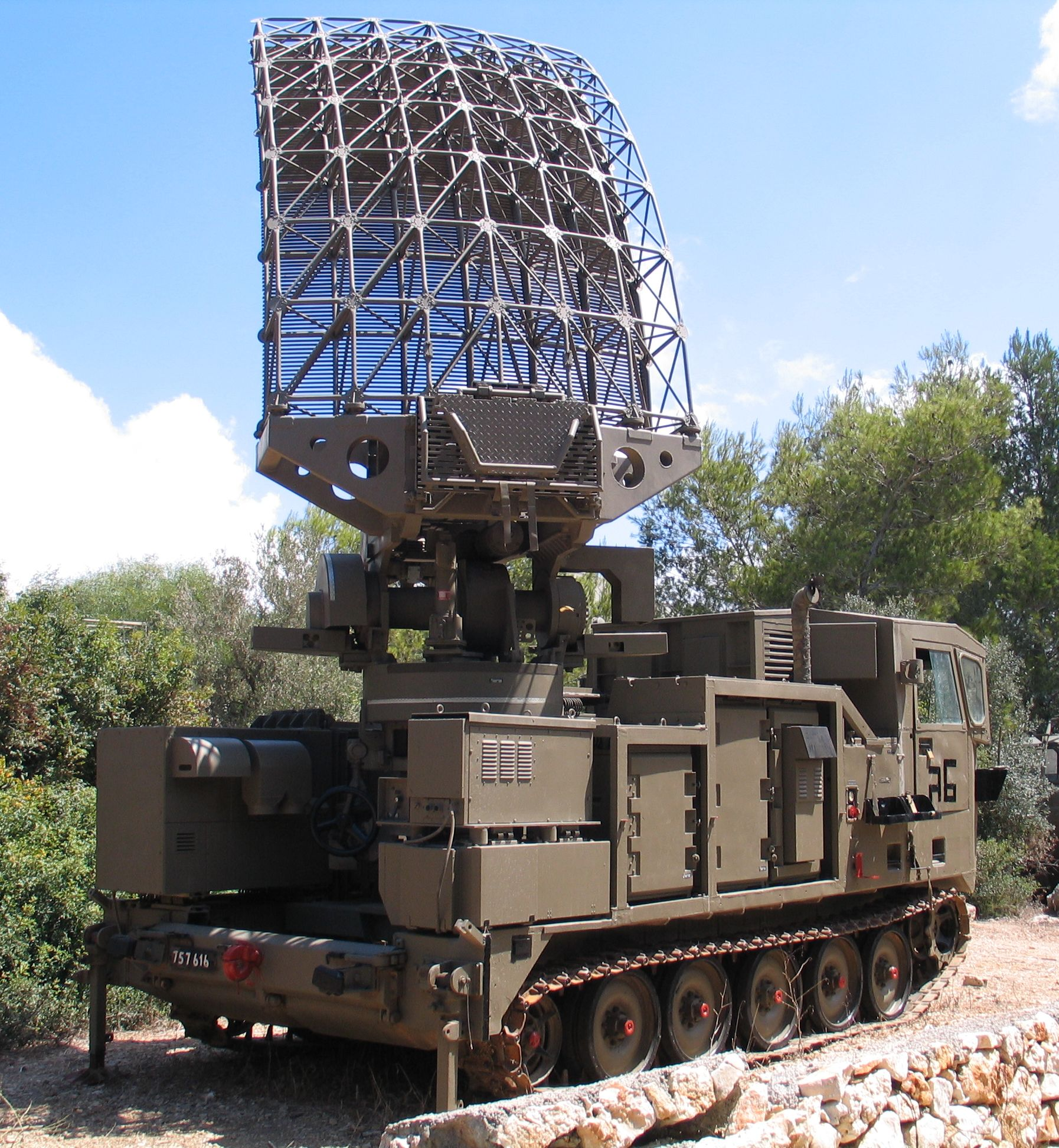
Shilem (Израиль)
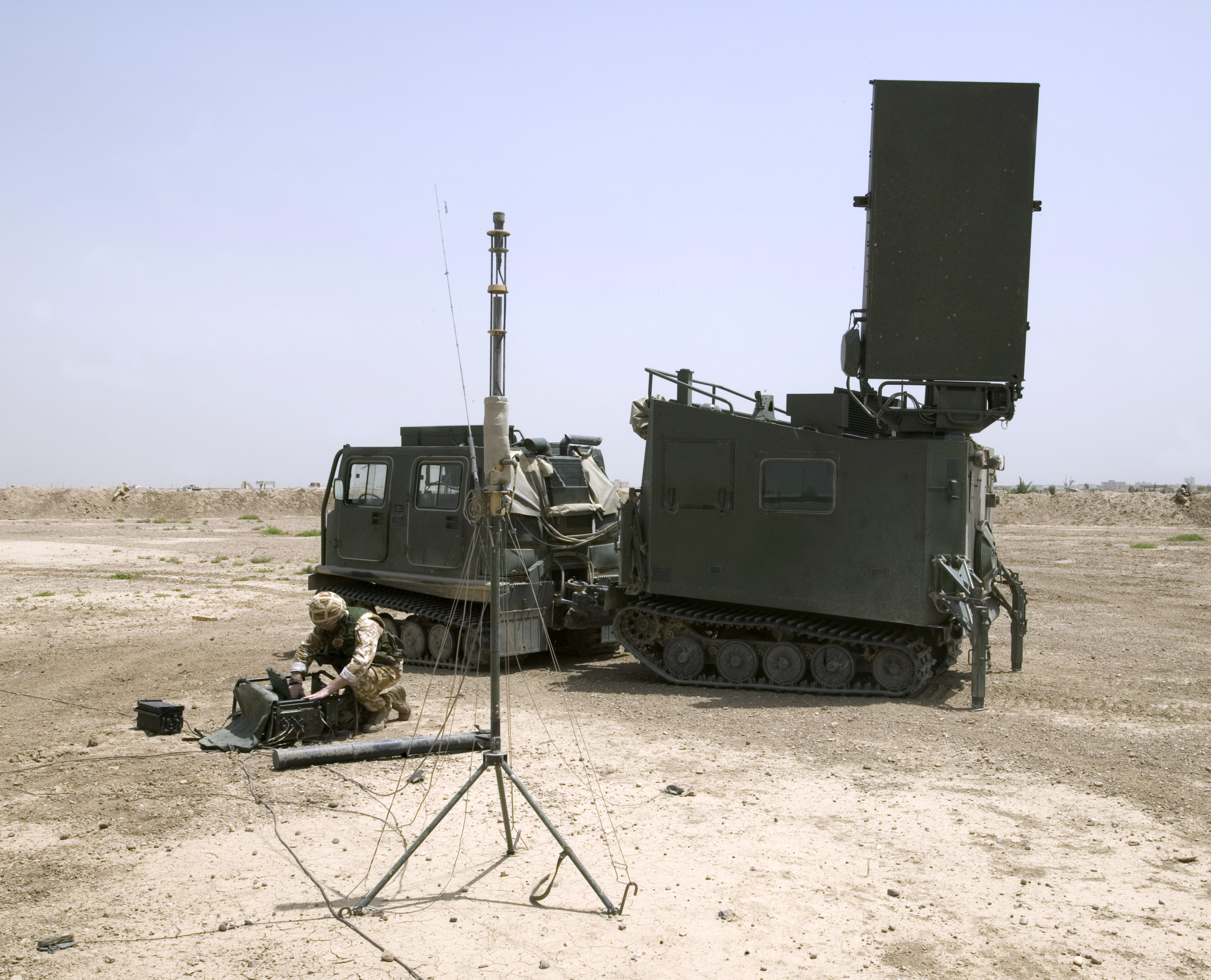
РЛС MAMBA (Великобритания) на позиции в Эль-Амаре (Ирак)
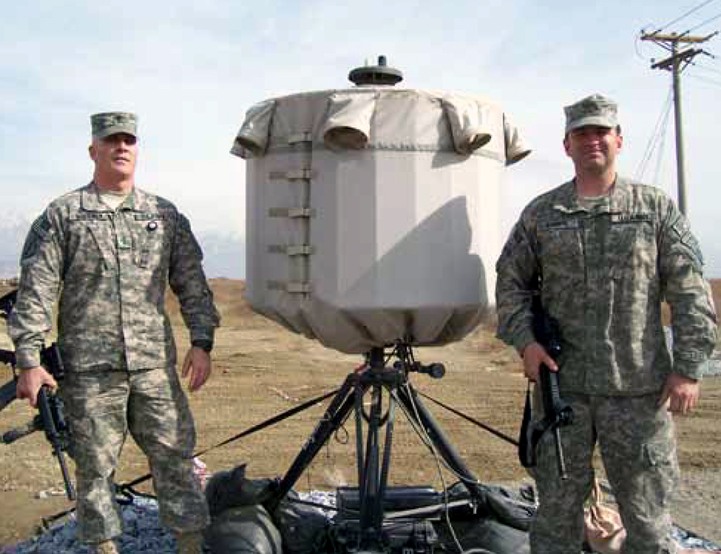
Переносная РЛС AN/TPQ-48 (США)
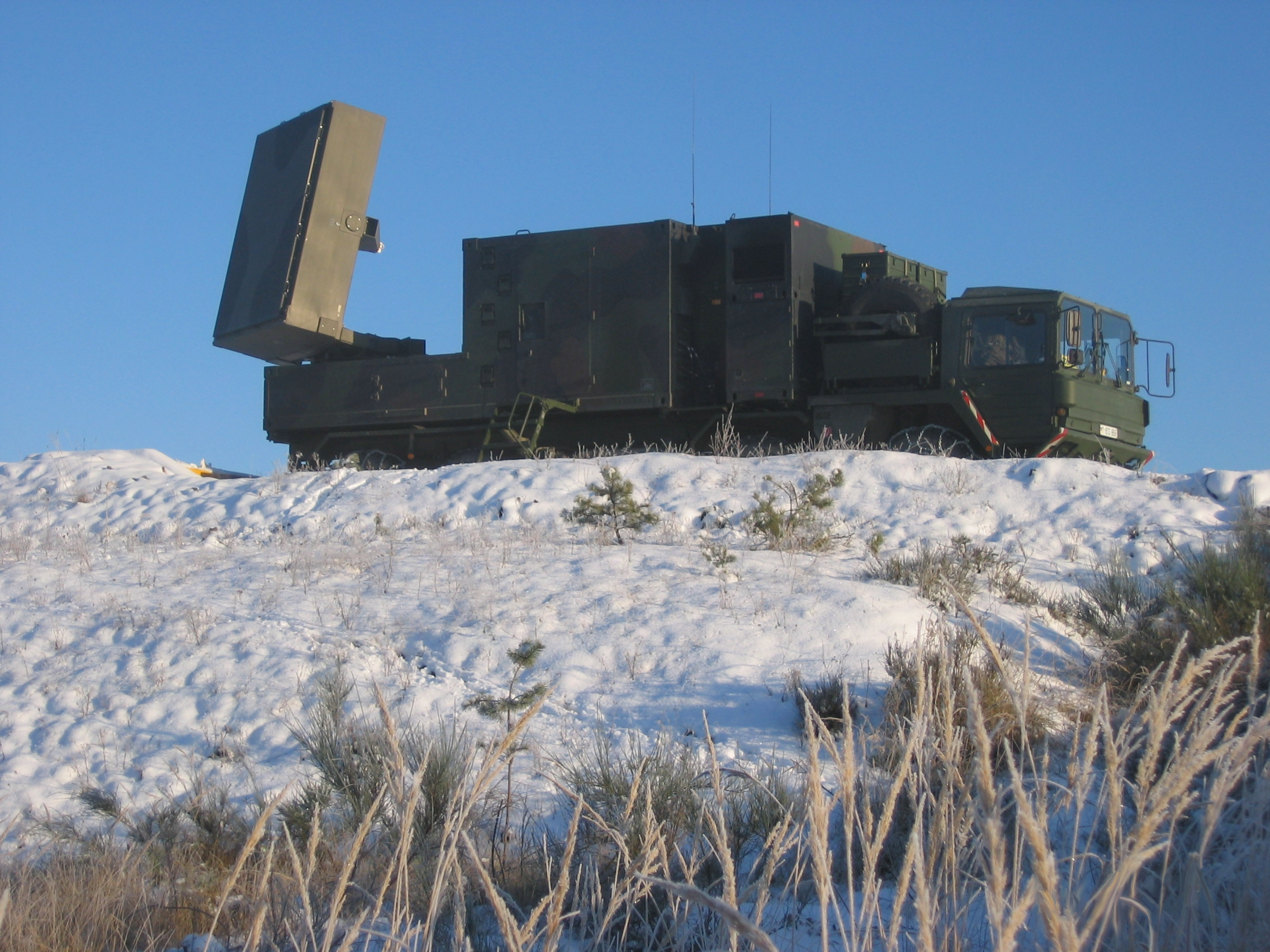
РЛС COBRA, Бундесвер